# ナンタケットエアラインズ
ナンタケットエアラインズ(Nantucket Airlines)は、アメリカ合衆国マサチューセッツ州を拠点とする航空会社である。マサチューセッツ州のハイアニスからナンタケット島を結ぶ路線を運航しており、フェリーとともにナンタケット島へのアクセスの一翼を担っている。またグループ会社にケープエアーがある。

## 運航路線
- ハイアニス⇔ナンタケット島(毎日13〜15便運航)